# هایپرگلیسمی
هایپرگلایسمی (به فرانسوی: hyperglycémie)، وضعیتی است که در آن مقادیر زیاد از حد گلوکز در پلاسمای خون موجود است و موجب هیپوکالمی می‌شود. به‌طور کلی، مقادیر گلوکز بالای ۱۱٫۱ میلی‌مول در لیتر (۲۰۰ میلی‌گرم در دسی‌لیتر) را شامل می‌شود، اما علایم ممکن است تا زمانی که قند به بالای ۱۵–۲۰ میلی‌مول در لیتر برسد دیده نشوند. درصورتی‌که قند به‌طور مداوم (حتی ناشتا) بالای ۱۰۰ تا ۱۲۶ میلی‌گرم بر دسی‌لیتر باشد، هایپرگلیسِمیک خوانده می‌شود و درصورتی‌که بالای ۱۲۶ م‌گ/دل (۷ مم/ل) باشد دیابت است.